# Dioscorea tenuipes
Dioscorea tenuipes är en enhjärtbladig växtart som beskrevs av Adrien René Franchet och Paul Amédée Ludovic Savatier. Dioscorea tenuipes ingår i släktet Dioscorea och familjen Dioscoreaceae. Inga underarter finns listade i Catalogue of Life.